# Flyktkapsel

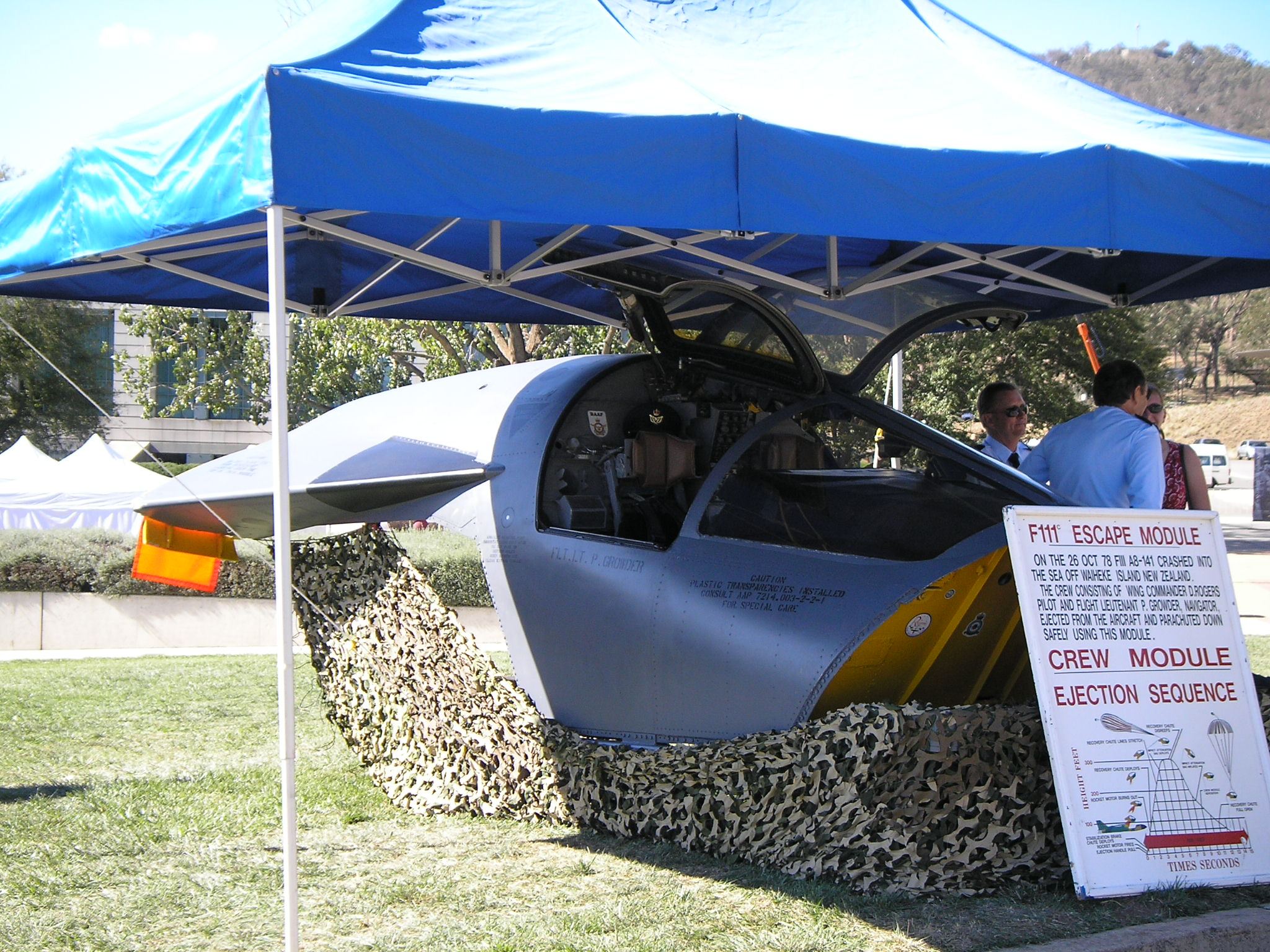
Flyktkapsel från australiskt Australian F-111C-flygplan i mars 2007.

En flyktkapsel eller livkapsel är en kapsel som i nödsituationer används för att överge en större farkost. Sådana finns främst i överljudsflygplan.

## Flygplan
B-58 Hustler, XB-70 Valkyrie, F-111 Aardvark och B-1 Lancer har alla varianter av flyktkapslar

## Ubåtar
Den Sovjetiska ubåten K-278 Komsomolets var utrustad med en flyktkapsel. Enligt rykten ska ubåtar av både Oscar-klassen och Typhoon-klassen vara utrustade med flyktkapslar.

## Apollo
Under Apollo 13:s flygning blev man tvungen att använda månlandaren som en slags tillfällig flyktkapsel för besättningen, då det där fanns mer syre än i kommandoenheten.

## Science fiction
Flyktkapslar är också vanliga i science fiction, där de används för att i nödsituation snabbt kunna evakuera större rymdfarkoster och baser.

### Fotnoter
1. ↑  ”Escape Pod” (på engelska). TV Tropes. http://tvtropes.org/pmwiki/pmwiki.php/Main/EscapePod. Läst 9 september 2015.
2. ↑  ”Klassifikation av rymdskepp”. Star Trek-databas. http://www.startrekdb.se/teman/teman.php?tema=77#n2. Läst 14 september 2014.